# Nematocarpus ramuliferus
Nematocarpus ramuliferus är en nässeldjursart som först beskrevs av George James Allman 1874.  Nematocarpus ramuliferus ingår i släktet Nematocarpus och familjen Aglaopheniidae. Inga underarter finns listade i Catalogue of Life.